# Saint-Fargeau
Saint-Fargeau ist eine Gemeinde mit 1466 Einwohnern (Stand 1. Januar 2022) im Département Yonne in der Region Bourgogne-Franche-Comté; sie gehört zum Arrondissement Auxerre und zum Kanton Cœur de Puisaye.
Teil der Gemeinde waren von 1972 bis 1976: Lavau, Saint-Martin-des-Champs und Mézilles sowie 1972 bis 1998 Ronchères.

## Geschichte
Eine erste Erwähnung des Ortes stammt aus dem 4. Jahrhundert (Sanctus Ferreolum), Ausgrabungen in der Umgebung der Kirche haben jedoch Funde zu Tage gebracht, die aus gallorömischer Zeit stammen. Um 600 wird der Ort als Ferrolas, 683 als Sanctus Ferreolus bezeichnet.
Vor der Jahrtausendwende besaß Heribert, Bischof von Auxerre und Halbbruder Hugo Capets hier ein befestigtes Jagdhaus. Später kam der Ort in den Besitz des Hauses Toucy, die dadurch auch Herren von Puisaye wurden. 1250 heiratete der Graf von Bar die Erbin der Toucy. Jacques Cœur kaufte Saint-Fargeau 1450, wurde aber zugunsten des ihn verurteilenden Richters, Antoine de Chabannes, enteignet. Dieser ließ Burg und Stadt bis zu seinem Tod 1488 umbauen, was zu politischen und juristischen Auseinandersetzungen mit den Erben Jacques Coeurs führte. 1515 heiratete Antoines Erbin René d’Anjou und Saint-Fargeau kam in den Besitz der Linie Valois-Anjou der königlichen Familie. Anne Marie Louise d’Orléans, duchesse de Montpensier, La Grande Mademoiselle, Cousine des Königs Ludwig XIV., wurde 1652 hierher verbannt; sie war es, die von Louis Le Vau die großen Arbeiten am Schloss Saint-Fargeau ausführen ließ.
Nach dem Tod der Grande Mademoiselle ging die Domaine nach mehreren Verkäufen an die Familie Le Peletier, darunter vor allem den Revolutionspolitiker Louis Michel Le Peletier. Dessen Erben ließen einen weiteren Flügel anbauen, bevor das Schloss durch Erbschaft in den Besitz der Familie Ormesson überging, die sich wiederum gezwungen sahen, es zu verkaufen. Jean d’Ormesson wuchs hier teilweise auf und verewigte das Schloss in seinem Roman Au plaisir de Dieu.
| Bevölkerungsentwicklung | Bevölkerungsentwicklung | Bevölkerungsentwicklung | Bevölkerungsentwicklung | Bevölkerungsentwicklung | Bevölkerungsentwicklung | Bevölkerungsentwicklung | Bevölkerungsentwicklung | Bevölkerungsentwicklung |
| ----------------------- | ----------------------- | ----------------------- | ----------------------- | ----------------------- | ----------------------- | ----------------------- | ----------------------- | ----------------------- |
| Jahr                    | 1962                    | 1968                    | 1975                    | 1982                    | 1990                    | 1999                    | 2009                    |                         |
| Einwohner               | 1619                    | 1681                    | 3293                    | 1912                    | 1884                    | 1814                    | 1798                    |                         |

## Sehenswürdigkeiten

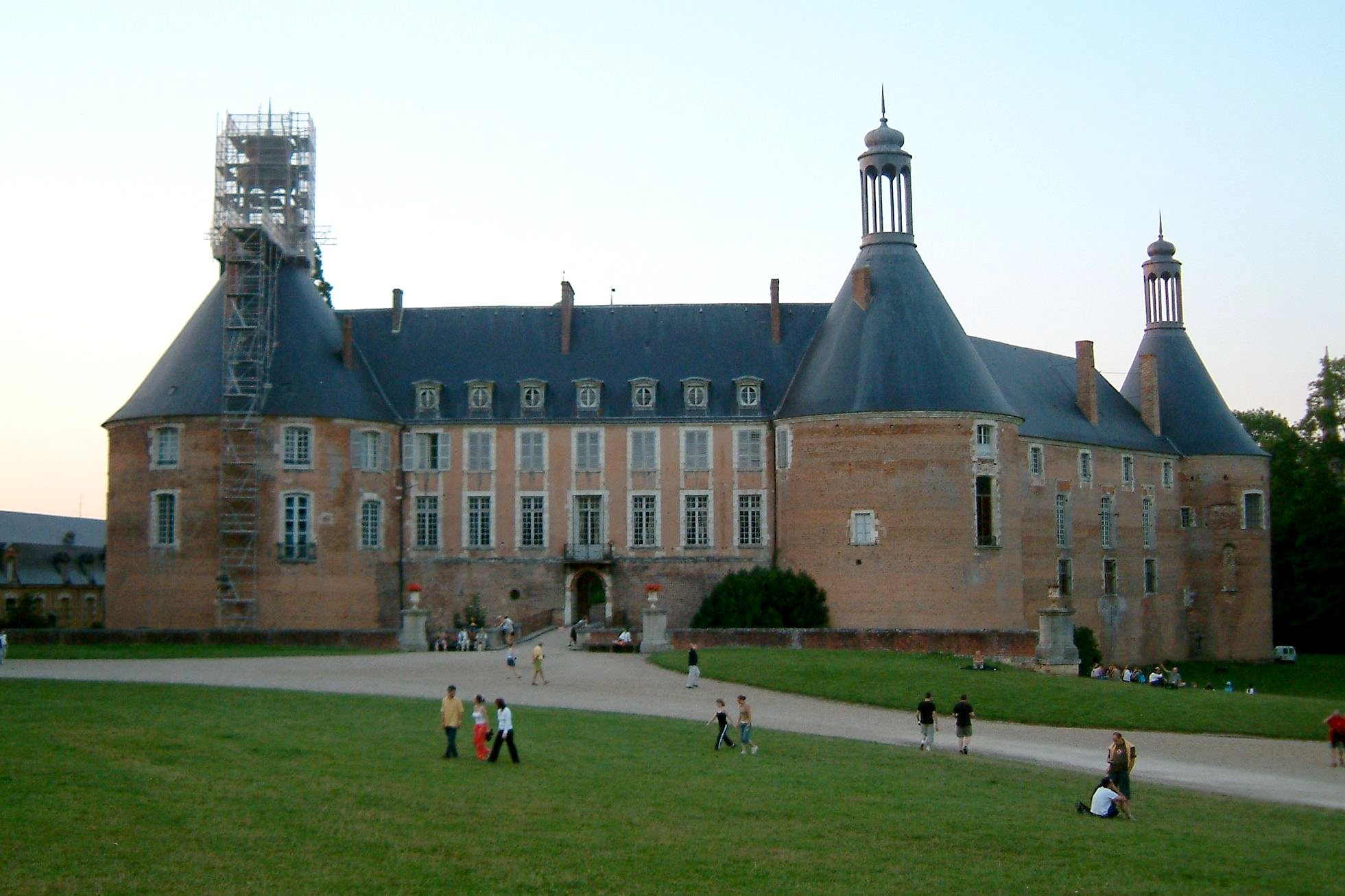
Schloss Saint-Fargeau

- Schloss Saint-Fargeau, 10. Jahrhundert, Neubau im 15. und 17. Jahrhundert, mit der Grablege der Familie Le Peletier

- Pfarrkirche Saint-Ferréol

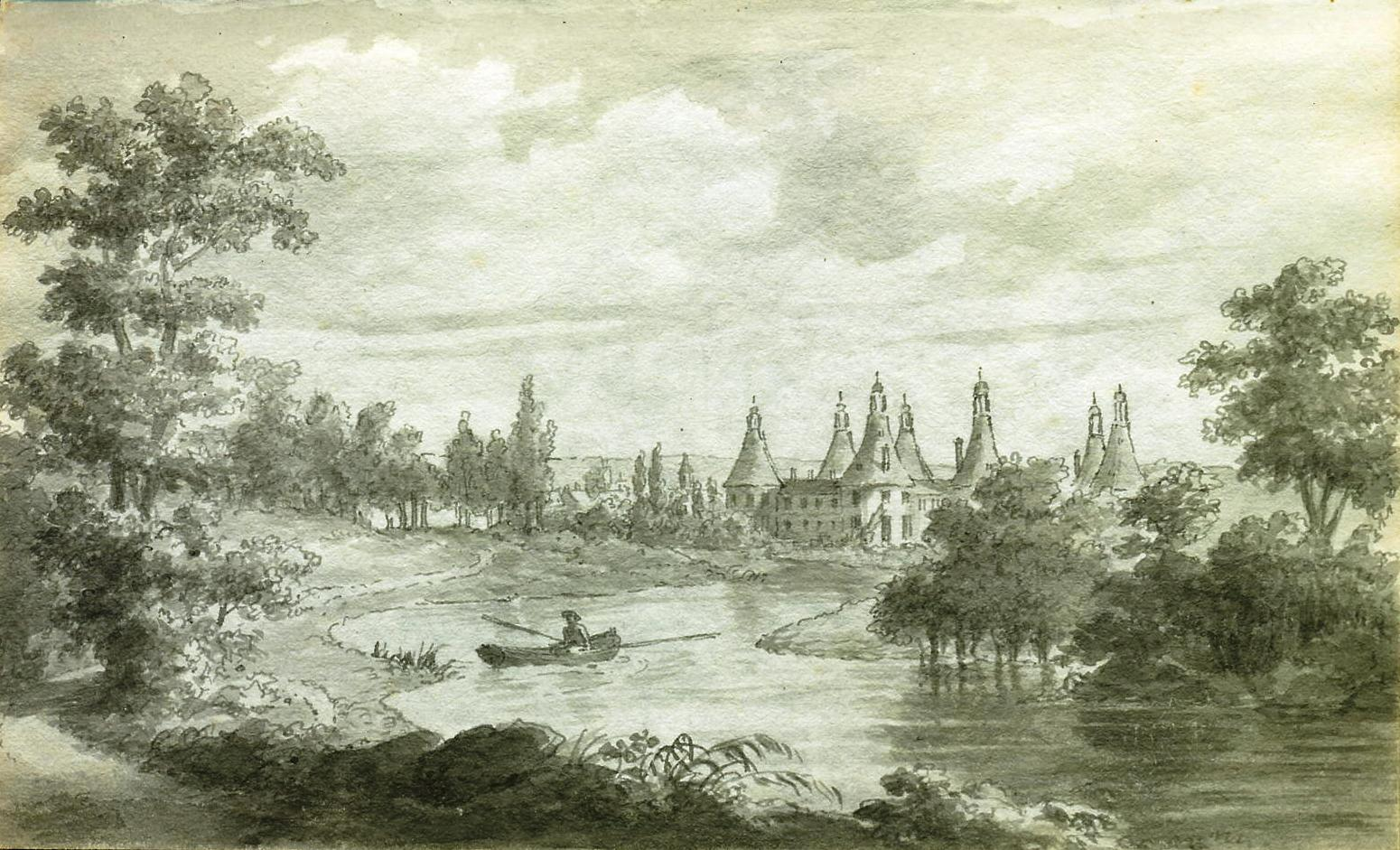
Parc von Saint-Fargeau, Constance Lézurier de la Martel, 1806 (Privatsammlung)

- Kirche Saint-Pierre im Ortsteil Septfonds
- Schloss Dannery im Ortsteil Septfonds
- Kapelle Sainte-Anne am Friedhof
- Museum der Abenteuer des Klangs (Musée de l’Aventure du Son – große Sammlung hauptsächlich von Grammophonen und mechanischen Musikautomaten)
- Guédelon, nahegelegen

## Sonstiges
Am 15. Juli 2009 war Saint-Fargeau erstmals Etappenziel der Tour de France.

## Städtepartnerschaften
- Hermeskeil, Deutschland

## Persönlichkeiten
- Anne Marie Louise d’Orléans, duchesse de Montpensier, „La Grande Mademoiselle“ (1627–1693)
- Michel Robert Le Peletier des Forts, comte de Saint-Fargeau (1675–1740), Staatsmann
- Louis Michel Le Peletier, marquis de Saint-Fargeau (1760–1793), Politiker
- Félix Lepeletier, comte de Saint-Fargeau (1767–1837), dessen Bruder, Revolutionär
- Amédée Louis Michel Le Peletier, comte de Saint-Fargeau (1770–1845), dessen Bruder, Entomologe
- Amédée Beaujean (1821–1888), Romanist
- Robert Gall (1918–1990), Liedtexter, Vater von France Gall
- Jean d’Ormesson (1925–2017), Mitglied der Académie française, Feriengast